# Austropaxillus boletinoides
Austropaxillus boletinoides är en svampart som först beskrevs av Rolf Singer, och fick sitt nu gällande namn av Bresinsky & Jarosch 1999. Austropaxillus boletinoides ingår i släktet Austropaxillus och familjen Serpulaceae.   Inga underarter finns listade i Catalogue of Life.